# Osman I.

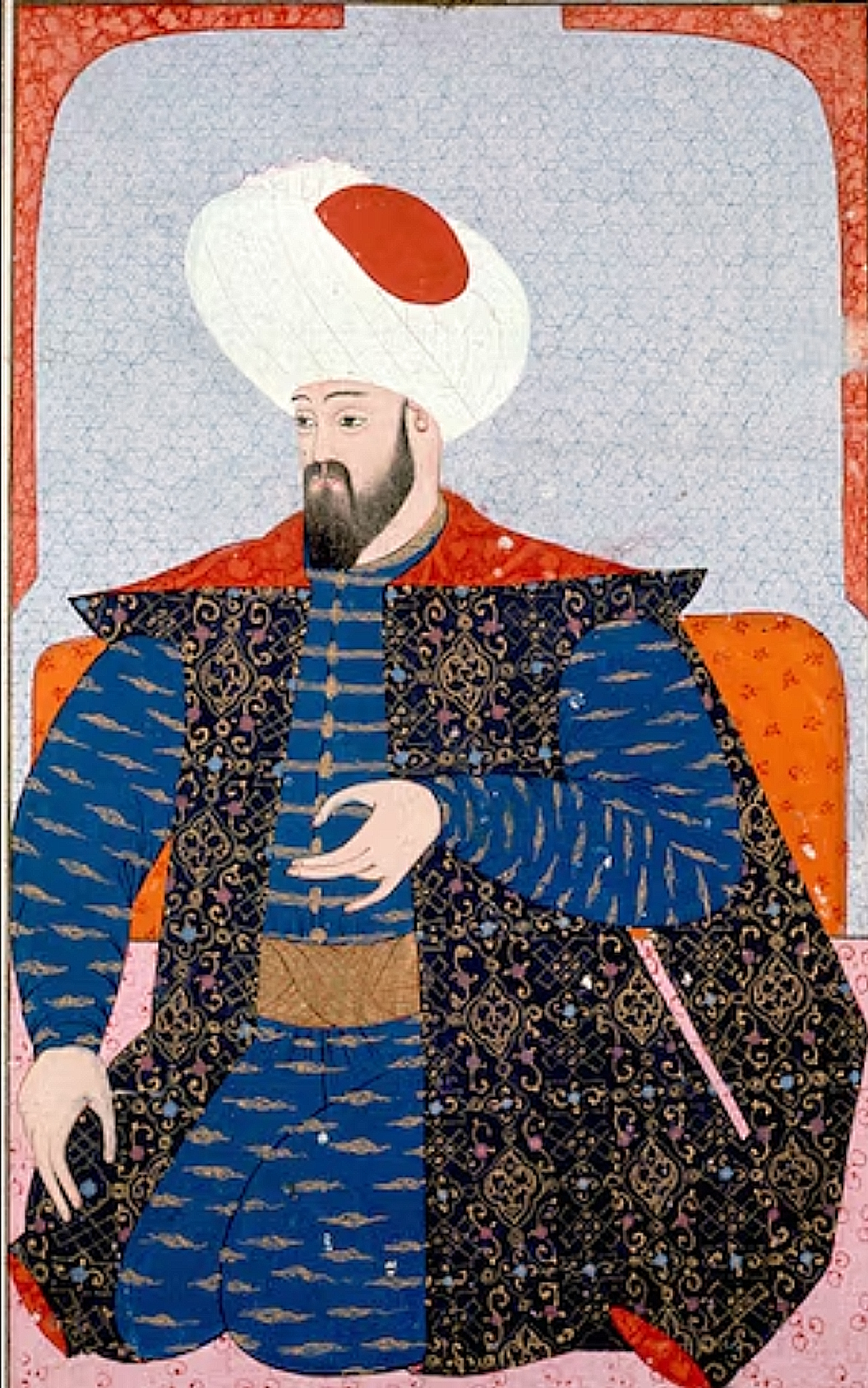
Osman I., osmanische Miniatur (1579/80)

Osman Gazi I. (osmanisch عثمان غازى Osman Gazi, İA ʿOsmân Ġâzî; * 1258 in Söğüt; gestorben 1326, nach anderen Angaben 1324 ebenda) war der Gründer der osmanischen Dynastie und des Osmanischen Reiches.

## Name
Einigen Gelehrten zufolge war Osmans ursprünglicher Name türkisch, wahrscheinlich Atman oder Ataman, der erst später zum arabischen Osman geändert wurde. Die frühesten byzantinischen Quellen, einschließlich Osmans Zeitgenosse Georgios Pachymeres, buchstabieren seinen Namen als Ατουμάν (Atouman) oder Ατμάν (Atman), während griechische Quellen regelmäßig sowohl die arabische Form 'Uthmān als auch die türkische Version 'Osmān mit θ, τθ oder τσ schrieben. Eine frühe arabische Quelle schreibt seinen Namen mit dem arabischen Buchstaben ط (ṭāʾ) statt mit ث (θ). Osman könnte damit im späteren Verlauf seines Lebens den prestigeträchtigeren muslimischen Namen bevorzugt haben.

## Herkunft
Osman war Sohn des Hordenfürsten Ertuğrul und der historisch nicht nachgewiesenen Halime Sultan. Er nannte sich عثمانجق Osmancuk (-cuk/–cık ist die Diminutivendung im Türkischen). So nennt ihn auch der marokkanische Reisende Ibn Battūta. Mit dem Namen „Kleiner Osman“ oder „Osmanchen“ wollte er sich vom dritten islamischen Kalifen Uthman ibn Affan unterscheiden.

## Fürstentum Osman
Nach dem Tod seines Vaters 1281 oder 1288 wurde Osman Häuptling. Er heiratete Mal Hatun (vermutlich aufgrund eines Fehlers des Kopisten auch Malhun Hatun genannt), die in den Chroniken als Tochter des Scheichs Edebali, des Vorstehers des Vefaiyye-Ordens, verzeichnet ist, während sie auf Orhan Gazis Stiftungsurkunde (Vakfiye) von 1324 als Tochter des Ömer Bey verzeichnet ist. Die Kinder Osmans waren Orhan, Çoban, Hamid, Melik, Pazarlı und Fatma Hatun.
Edebali war einer der angesehensten Baba-Derwische und ein Berater Osmans. Die Chroniken geben an, dass es die Beratung durch Edebali war, die Osman zum erfolgreichsten unter allen Gazis machte. Der Überlieferung nach hat Edebali Osman übermittelt, Gott habe ihn als Gazi, also als Führer von Raubzügen (Ghazw), bestimmt. Der vielfach vorgebrachte Traum Edebalis, in dem er Osman als zukünftigen Weltherrscher gesehen haben soll, ist dagegen vermutlich im Nachhinein zur Überlieferung hinzugefügt worden. Nach der Eroberung von Karacahisar wurde Osman 1288 vom Seldschuken-Sultan Kai Kobad III. zum Bey/Fürsten ernannt, womit das Fürstentum Osman gegründet war. Osman regierte sein Fürstentum zusammen mit anderen Familienmitgliedern: Sein Bruder Gündüz Alp war Subaşı (Kommandeur) von Karacahisar; sein Onkel Dündar war sein Berater; einen Überwachungsturm, der der Eroberung von Bursa diente, überließ er seinem Neffen Aktimur; seinen Sohn Orhan verschickte er zur Vorbereitung auf seine Nachfolgerschaft auf mehrere Eroberungszüge mit seinen erfahrensten Kommandeuren Akça Koca, Konur Alp und Köse Mihal.

## Dynastiegründung – Beginn des Osmanischen Reiches

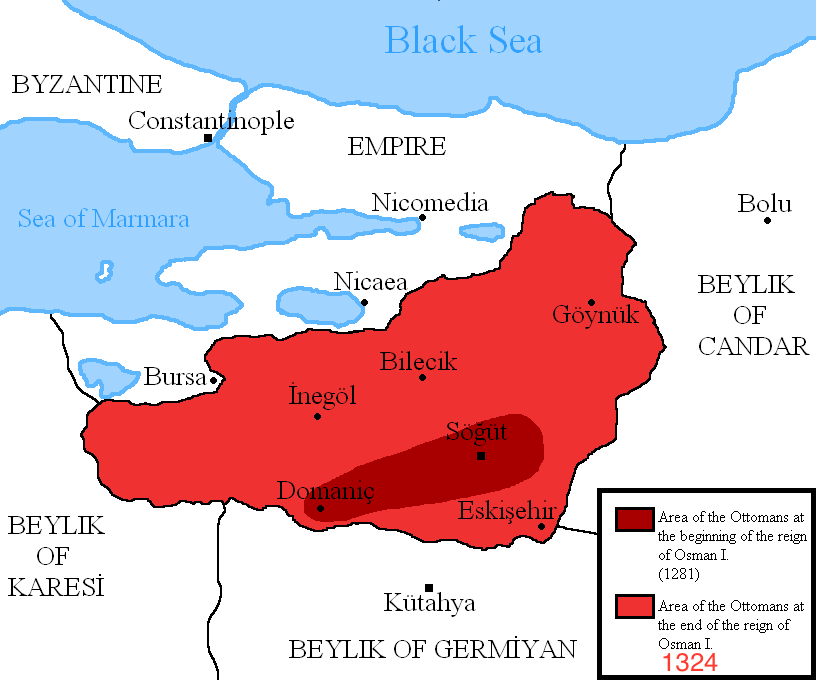
Ausweitung des Reiches unter Osman I.

Osman Gazi war von Beginn an daran interessiert, die Christen in seinen eroberten Ländern zu beschützen. Diese Neigung von Osman gilt als einer der Gründe für die rasche Vergrößerung des osmanischen Reichs. Der türkische Geschichtsschreiber Aschikpaschazade verzeichnete dazu mehrere Zitate von Osman. Osman hatte sich bereits früh zum Beschützer der Christen vor den Plünderungen des benachbarten Fürstentums der Germiyan ernannt. Osmanische Quellen machen deutlich, dass Istimalet (Schutz und Respekt von Fremden, um Sympathien zu ernten) eine große Bedeutung für den Erfolg der osmanischen Eroberungen und die Vergrößerung des Reichs hatte. Islamrechtlich galten die Christen als Dhimmi. Die Wegbegleiter (türkisch Yoldaş) von Osman waren zu einem Teil Garib (Fremdlinge/Überläufer). Bei Oruc ist verzeichnet: bu Osmânîler garîbleri sevicilerdir / بو عثمانيلر غريبلرى سوجيلردر (diese Osmanen mögen die Fremdlinge). Anders als sein Vater führte Osman oft den Dschihad gegen die Christen im benachbarten Kaiserreich Nikaia, aber auch mit den benachbarten muslimischen Stämmen führte er regelmäßig Krieg und plünderte ihre Ansiedlungen. Durch seine Eroberungen, etwa von İnegöl, Bilecik und Yenişehir vergrößerte er sein Herrschaftsgebiet, das ursprünglich nur etwa 1500 km² umfasste, auf schließlich 18.000 km². Osman war Vasall der Rum-Seldschuken, die ihrerseits den mongolischen Ilchanen botmäßig waren. Obwohl er den Mongolen jährlich Steuern zahlte, gibt es doch Anzeichen, dass er für sein Herrschaftsgebiet zunehmend Souveränität in Anspruch nahm: So nannte er sich Emir und ließ sich ab etwa 1299 während der Chutba namentlich erwähnen, was nach islamischer Rechtsauffassung nur unabhängigen Herrschern zusteht.
Die eroberten Ländereien gab er als Lehen an Verwandte, Freunde, Militärführer und verdiente Gazis. Dadurch wurde die bis dahin halbnomadische Lebensweise seines Stammes beendet und die Grundlage für das spätere Feudalwesen des Osmanischen Reichs, das Tımar-System gelegt. Auch setzte er einen ersten Beylerbey als Oberkommandierenden des neuen stehenden Heeres ein, das das Stammeskriegertum seiner Anfangsjahre ersetzte.

## Späte Jahre

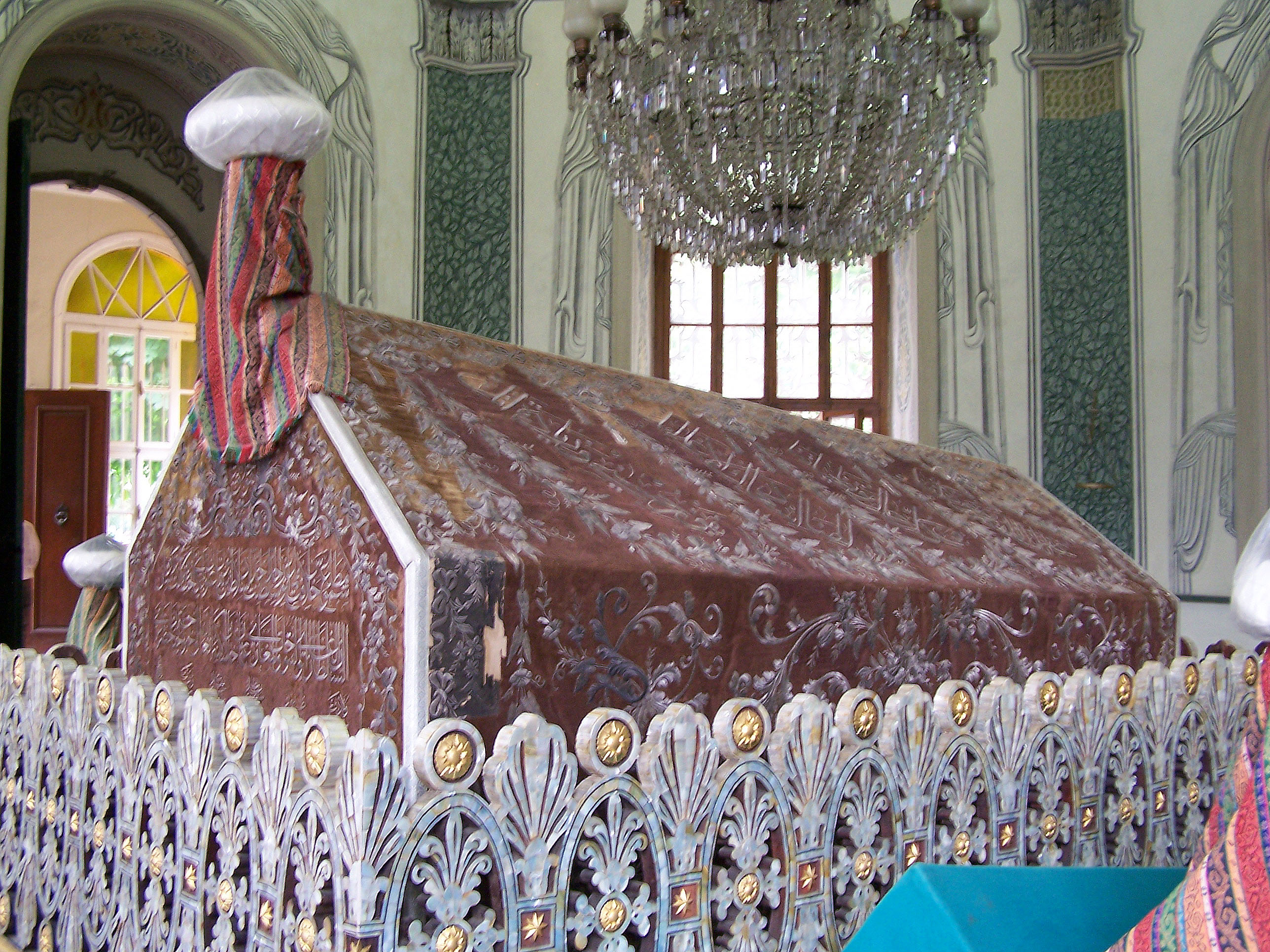
Osman Gazi-Sanduka (Kasten auf einem Grab) im Osman-Gazi-Mausoleum in Bursa

1317 übertrug Osman den Oberbefehl an seinen Sohn Orhan. Der Überlieferung nach starb er am 6. April 1326, kurz nachdem sein Sohn Orhan Gazi Bursa erobert hatte. Neuere Forschungen vermuten allerdings 1324 als Osmans Todesjahr. Eine im März 1324 in Mekece unterzeichnete Stiftungsurkunde (Vakfiye) trägt nämlich Orhans Tughra, was darauf hinweist, dass dieser bereits die Herrschaft ausübte. Colin Imber vermutet, dass die osmanischen Chroniken vom 15. Jahrhundert eher ein ideales Modell der Thronfolge zeichnen wollten, um den zeitgenössischen Brudermorden etwas entgegenzusetzen, indem sie aussagten, Orhan sei zu Lebzeiten seines Vaters Herrscher geworden. Halil İnalcık legt ein weiteres Dokument vom Herbst 1323 vor. Diese Stiftungsurkunde stammt von der Asporça Hatun, einer Ehefrau Orhan Gazis und Tochter des byzantinischen Kaisers Andronikos III., und verzeichnet Osman als lebend, während diese Information aus der Mekece-Urkunde von Orhan Gazi vom März 1324 nicht mehr hervorgeht.

## Verfilmungen
- Kuruluş / Osmancık (Die Gründung / Osmancık), Spielfilm, Türkei 1987, eine TRT-Produktion, Drehbuch: Tarık Buğra, mit Cihan Ünal als Osman Gazi[16]
- Kuruluş: Osman (Die Gründung: Osman), Fernsehserie, Türkei 2019, eine ATV-Produktion, Produktion: Mehmet Bozdağ, mit Burak Özçivit als Osman Gazi[17]